# Wilhelm Havemann
Wilhelm Valentin Havemann, född 27 september 1800 i Lüneburg, död 23 augusti 1869 i Göttingen, var en tysk historiker.
Havemann hölls 1825–30 i fängelse i Köpenick för "demagogische Umtriebe" och blev 1838 professor i historia vid Göttingens universitet. Där redigerade han 1841–48 "Göttingische gelehrte Anzeigen". Bland hans historiska arbeten märks Geschichte der Kampfe Frankreichs in Italien 1494–1515 (två band, 1833–35) och Geschichte der Lande Braunschweig und Lüneburg (två band, 1837–38; andra upplagan i tre band, 1853–57).